# Zeche Vereinigte Catharina
Die Zeche Vereinigte Catharina ist ein ehemaliges Steinkohlenbergwerk in Essen-Burgaltendorf. Das Bergwerk war auch unter dem Namen Zeche Vereinigte Catharine und bis 1815 auch als Zeche Vereinigte Catharine & Geitling oder Zeche Vereinigte Catharina & Geitling bekannt. Das Bergwerk wurde während seiner über hundertjährigen Bergwerksgeschichte drei Mal stillgelegt und anschließend wieder in Betrieb genommen.

## Geschichte

### Die Anfänge
Im Jahr 1811 entstand das Bergwerk aus der Vereinigung jeweils eines Teiles der Berechtsamen Geitling und der  Catharina. Im selben Jahr wurde Abbau in den Tagesbetrieben 1 und 2 betrieben. Bis 1816 war das Bergwerk in Betrieb, danach wird es bis 1831 nicht mehr in den Bergamtsakten erwähnt. Am 1. Februar 1831 erfolgte die teilweise Konsolidierung zur Zeche Vereinigte Himmelsfürster Erbstollen. In den Jahren 1837 bis 1841 kaum Abbautätigkeiten, zeitweilig wurde das Bergwerk in Fristen erhalten. Im Jahr 1842 wurden Schürf- und Aufschlussarbeiten getätigt, danach erfolgte die erste Stilllegung des Bergwerks.

### Der weitere Betrieb
Im Jahr 1903 erfolgte ein neuer Aufschluss von der Zeche Altendorf-Tiefbau aus. Im selben Jahr erfolgte die erneute Betriebsaufnahme unter dem Namen Zeche Catharina. 1908 dann erneute Konsolidation der Zechen Catharina, Große Varstbank und Vereinigte Himmelsfürster Erbstollen über der Erbstollensohle zur Zeche Vereinigte Catharina. Das Bergwerk hat zwei tonnlägige Schächte in Betrieb. Ein Schacht hatte eine seigere Teufe von 46 Metern (85 Meter flach), der andere hatte eine seigere Teufe von 62 Metern (112 Meter flach). Außerdem waren mehrere Tagesüberhauen erstellt. Die Wettersohle lag bei einer Teufe von 46 Metern, die zweite Bausohle lag bei 62 Metern. 1909 hatte das Baufeld eine Fläche von 1250 Metern streichend und 1000 Metern querschlägig. Im Jahr 1910 kam es zu starken Wasserzuläufen und Absaufen der Fördersohle. Aus diesem Grund erfolgte in diesem Jahr die erneute Stilllegung.

### Die letzten Jahre bis zur Stilllegung
1914 erneute Wiederinbetriebnahme und Sümpfen der Grubenbaue, es wurde kaum Abbau betrieben. Ein tonnlägiger Schacht wurde abgeworfen und ein seigerer Schacht wurde neu geteuft. Im Januar 1917 erfolgte die erneute Stilllegung, da sich der Schacht in einer Störungszone befand. Anschließend erfolgte die Übernahme durch die Zeche Vereinigte Mülheimerglück. Im Jahr 1926 erfolgte die erneute Betriebsaufnahme unter dem Namen Zeche Catharina. Im darauffolgenden Jahr wurde das Bergwerk endgültig stillgelegt.

## Förderung und Belegschaft
Die ersten Förderzahlen stammen aus dem Jahr 1836, es wurden 65 preußische Tonnen Steinkohle abgebaut. 1839 stieg die Förderung an auf 381 ½ preußische Tonnen. 1842 wurden 4.967 preußische Tonnen Steinkohle gefördert. Die ersten Belegschaftszahlen stammen aus dem Jahr 1908, es waren 177 Bergleute auf dem Bergwerk beschäftigt. Es wurden 24.264 Tonnen gefördert. Die maximale Förderung wurde 1909 mit 221 Bergleuten erbracht, es wurden 43.941 Tonnen Steinkohle gefördert. 1914 wurden mit fünf Bergleuten 38 Tonnen gefördert. Die letzten Zahlen stammen aus dem Jahr 1916, mit 32 Bergleuten wurden 7.003 Tonnen Steinkohle gefördert.